# Хала (трактат)
«Хала», также «Халла» (др.-евр. חלה‬, букв. «лепёшка») — трактат Мишны, девятый в разделе «Зраим». Содержит законы, касающиеся части теста, которую следовало отделять в пользу коэнов (священников-ааронидов).

## Предмет рассмотрения
В Моисеевом законе сказано, что при выпечке хлеба следует отдавать долю священникам, подобно тому, как отделялось возношение от урожая:

И сказал Господь Моисею, говоря: объяви сынам Израилевым и скажи им: когда вы войдете в землю, в которую Я веду вас, и будете есть хлеб той земли, то возносите возношение Господу; от начатков теста вашего лепешку (חלה) возносите в возношение; возносите ее так, как возношение с гумна; от начатков теста вашего отдавайте в возношение Господу в роды ваши.
— Чис. 15:17—21
В современном иврите халой называется традиционный хлеб, приготовляемый для употребления по субботам и праздникам, но это значение слово приобрело только в средние века, а до этого означало именно возношение от выпечки. К хале применялись те же законы, что и к возношению: её следовало отделять и есть в состоянии ритуальной чистоты; пользоваться ею разрешалось только священникам и членам их семей; человек, по ошибке съевший халу, должен был возместить её, прибавив «пятую долю», то есть 1/4 съеденного. Особенности исполнения закона о хале — от каких видов теста, в каком размере и т. п., следует её отделять — являются предметом рассмотрения в данном трактате.
Комментарии к Мишне имеются в Тосефте и в Иерусалимском Талмуде; в Вавилонском Талмуде трактат отсутствует.

## Содержание
Трактат «Хала» в Мишне содержит 4 главы и 38 параграфов. Как и многие другие трактаты, он начинается с числового правила (перечисляются 5 видов злаков, подлежащих закону о хале), а заканчивается любопытным прецедентом.
- Глава первая определяет, от каких продуктов следует отделять халу. Закону о хале подлежит тесто, приготовленное из пшеницы, ячменя, полбы, овса и ржи; используемое для выпечки обычного хлеба, но не кондитерских изделий и т. п. Объём теста, подлежащего хале — 5/4 каба (каб — мера объёма, равная объёму двух дюжин куриных яиц), по современным представлениям это соответствует примерно 1,2 — 1,6 кг муки.
- Глава вторая трактует о порядке и размере отделения халы. Халу следует отделять от теста, но не от муки. Устанавливается размер халы: в частном хозяйстве 1/24 часть теста, а в пекарнях — 1/48. Приводится спор между законоучителями и рабби Акивой о том, как лучше поступать человеку, пекущему хлеб в состоянии ритуальной нечистоты: рабби Акива считал, что халу следует отделить и уничтожить, а остальные — что лучше производить выпечку в небольшом объёме, не подлежащем закону о хале — чтобы не осквернять святыню сознательно.
- Глава третья рассматривает некоторые особые случаи отделения халы, например: как поступать, когда тесто смешалось с возношением, или было посвящено (передано в собственность храма), или было сделано при участии язычника.
- Глава четвёртая разбирает вопросы об отделении халы от слипшихся кусков теста и об исполнении закона о хале за пределами земли Израиля. Из текста Торы следует, что закон ο хале касается только земли Израиля; кроме того, после разрушения храма полноценное исполнение этого закона стало невозможным из-за невозможности соблюдения ритуальной чистоты. Но, чтобы закон ο хале не забывался, законоучители постановили за пределами земли Израиля поступать следующим образом: отделить от теста небольшой кусочек в качестве халы и сжечь его, а затем отделить другой кусочек теста и выпеченную из него булочку отдать коэну — как бы в напоминание о заповеди; этот обычай соблюдается в некоторых общинах до настоящего времени. Трактат завершают несколько примеров того, как во времена храма некоторые приносили в храм дары вопреки установленному порядку. В Тосефте в завершении трактата приводится полный список даров, которые отдавались коэнам; этих даров насчитывается двадцать четыре.